# Río de la Palma
Río de la Palma är ett vattendrag i Kuba.   Det ligger i provinsen Matanzas, i den nordvästra delen av landet, 150 km öster om huvudstaden Havanna.